# فینزینگ
فینزینگ (به آلمانی: Finsing) یک شهر در آلمان است که در بایرن واقع شده‌است.

## خصوصیات
فینزینگ ۲۳٫۱۷ کیلومترمربع مساحت دارد ۴۸۰-۵۴۰ متر بالاتر از سطح دریا واقع شده‌است.